# Chapel of Disease
Chapel of Disease ist eine Death-Metal-Band aus Köln, die im Jahr 2008 gegründet wurde.

## Geschichte
Die Band wurde im Jahr 2008 von Sänger und Gitarrist Laurent Teubl, Bassist Cedric Teubl und Schlagzeuger David Dankert gegründet. Kurze Zeit später kam Bassist Christian Krieger zur Besetzung, sodass Cedric vom Bass zur E-Gitarre wechselte und die Band nun zwei Gitarristen hatte.
Im Jahr 2009 versuchte die Band ein erstes Demo aufzunehmen, jedoch gelang dies nicht, da die Band nicht kontinuierlich an den Liedern arbeiten konnte. Erst im Jahr 2011 nahm die Band mit Death Evoked das erste Demo auf, das im April 2012 über FDA Rekotz erschien. Das Label entschied sich weiter mit der Band zusammenzuarbeiten, sodass noch im selben Jahr das Debütalbum Summoning Black Gods folgte.

## Stil
Die Band spielte anfangs Death Metal, der an eine Mischung aus Werken von Bands wie Asphyx, Death und Morgoth erinnert. Der Gesang erinnert an den von Autopsy.
Seit ...And as We Have Seen the Storm, We Have Embraced the Eye verfolgt die Band einen komplexeren Ansatz, der merklich vom klassischen Death Metal wegbewegt, aber noch immer seine Wurzeln in besagter Spielart hat.
Tom Lubowski besprach das Nachfolgealbum Echoes of Light im Metal Hammer und urteilte: "Das vierte Album der Kölner [...] glänzt erneut mit brutalen Grunzorgien und wundervoll bunten, vom ikonischen Chapel Of Disease-Gitarren-Sound gezeichneten Riffs und Soli." Lubowski zog klangliche Parallelen zu den Dire Straits, erklärte das Album zu einem der Genre-Highlights 2024 und vergab 6,5 von 7 möglichen Punkten.

## Diskografie
Studioalben
- 2012: Summoning Black Gods (FDA Rekotz)
- 2015: The Mysterious Ways of Repetitive Art (FDA Rekotz)
- 2018: ...And as We Have Seen the Storm, We Have Embraced the Eye (Ván Records)
- 2024: Echoes of Light (Ván Records)

Sonstige
- 2012: Death Evoked (Demo, FDA Rekotz)
- 2012: Chapel of a Lifeless Cult (Split mit Lifeless, FDA Rekotz)

## Musikpreise
Preis der deutschen Schallplattenkritik
| Jahr | Kategorie      | für             | Resultat |
| ---- | -------------- | --------------- | -------- |
| 2024 | Hard und Heavy | Echoes of Light | Gewonnen |